# Immobilie
Eine Immobilie (lateinisch im-mobilis ‚unbeweglich‘; ähnlich Liegenschaft), in der Rechts- und Wirtschaftssprache „unbewegliches Sachgut“ genannt, ist ein Grundstück, grundstücksgleiches Recht oder ein Bauwerk (Wohnimmobilie oder Gewerbeimmobilie).

## Allgemeines
Mit Anwesen ist meistens ein bebautes Grundstück gemeint. Dasselbe gilt in der Schweiz für Liegenschaft, während Anwesen in der Schweiz ungebräuchlich ist. Im österreichischen Sprachgebrauch werden Immobilien als Realitäten bezeichnet. Eigentümer mehrerer Immobilien wurden daher auch Realitätenbesitzer genannt.
Nach § 94 Abs. 1 BGB gehören zu den wesentlichen Bestandteilen des Grundstücks „die mit dem Grund und Boden fest verbundenen Sachen, insbesondere Gebäude“. Das heißt, dass unter dem Begriff der „Immobilie“, anders als im allgemeinen Sprachgebrauch, nicht nur das Bauwerk bzw. Gebäude zu verstehen ist, sondern ebenso das Grundstück.

## Berufszweige
Es gibt einige Berufszweige der Immobilienwirtschaft, die sich auf Liegenschaften, Gebäude und den Immobilienmarkt spezialisiert haben wie Gebäudemanagement, Geodäten und andere Ziviltechniker, Immobilienmakler und Realitätenbüros, Hypothekenbanken, Pfandbriefbanken, Immobilienfonds, Versicherungen und nicht zuletzt die Bundesanstalt für Immobilienaufgaben.

## Unterbegriffe
Es existieren zahllose Unterbegriffe, die Immobilien nach ihrer Nutzung differenzieren. Dabei sind Immobilien in der Regel nicht eindeutig zuordenbar und gehören meistens mehreren Unterbegriffen an:
- Wohnimmobilie: Ein Gebäude, das ausschließlich oder überwiegend zu Wohnzwecken genutzt wird.
- Gewerbeimmobilie: Ein Gebäude oder ein Gebäudeteil, das ausschließlich oder überwiegend zu gewerblichen Zwecken genutzt wird.
- Infrastrukturimmobilie:  Nach den oben genannten Definitionen werden auch Bauwerke der materiellen Infrastruktur als Immobilien verstanden, bspw. Brücken und Straßen. Aus der per definitionem abgeleiteten „Unbeweglichkeit“ grenzt sich die Infrastruktur von der Suprastruktur ab, deren Bestandteile beweglich sein können (und dementsprechend nicht mehr unter den Immobilienbegriff fallen).[5]
- Sozialimmobilie: Darunter werden Gebäude zusammengefasst, die der Erkennung, Behandlung, Vermeidung und Rehabilitation von akuten Krankheiten dienen (Gesundheitsimmobilien wie Krankenhäuser und Kliniken). Als Sozialimmobilien im engeren Sinne gelten insbesondere Gebäude, die dem Wohnen, der Unterbringung, der Betreuung und der Pflege von alten, behinderten und pflegebedürftigen, schwerstkranken und sterbenden Menschen sowie sozialen Randgruppen dienen (etwa Altenheime). Insofern fallen hierunter die Seniorenimmobilien wie Altenwohnheime, Pflegeheime, aber auch sogenannte ambulant betreute Wohngemeinschaften sowie integrierte Seniorenimmobilien, die vorgenannte Nutzungsarten kombinieren, aber auch Einrichtungen wie Kinder- und Jugendheime oder Obdachlosenheime.[6]
- Betriebliche Immobilie bzw. Betriebsimmobilie oder, im internationalen Umfeld, Corporate-Real-Estate (CRE) ist die Umschreibung der Immobilien von Unternehmen, welche nicht zum Zweck der Kapitalanlage, sondern bedingt durch die Nutzung durch das jeweilige Unternehmen errichtet, betrieben und verwertet werden.
- Betreiberimmobilie: Eine Betreiberimmobilie umfasst solche Grundstücke nebst der aufstehenden Gebäude sowie ihr Zubehör, deren Nutzung eines Betreibers bedarf und an eine bestimmte Betriebsform gebunden ist. Die Immobilie gewinnt ihren wirtschaftlichen Wert durch die Betriebsleistung dieses Betreibers, die über die bloße Nutzung hinausgeht. Daher sind sie „investmentsensibel“ in dem Sinn, dass Eigentümer und Betreiber in einem speziellen Abhängigkeitsverhältnis zueinander stehen, das durch die eingeschränkte Drittverwendungsfähigkeit gekennzeichnet ist. Dies gilt beispielsweise für Hotels, Pflegeheime und Sportanlagen. Ein Sonderfall der Betreiberimmobilie ist die Managementimmobilie, die von mehreren Betreibern genutzt wird und deshalb eines gesonderten Managements bedarf. Ein Musterbeispiel sind Einkaufszentren, die von einem Center-Manager verwaltet werden.[7]
- Serviceimmobilie: Grundstücke einschließlich der aufstehenden Gebäude sowie deren Zubehör, die zur Erbringung von Dienstleistungen notwendig sind und die für den Dienstleistungsanbieter das originäre Instrument der Erbringung seiner Dienstleistungen sind. Dabei übernimmt der Dienstleistungserbringer regelmäßig auch die Funktion des Immobilienbetreibers. Insoweit sind Serviceimmobilien häufig auch so genannte Betreiberimmobilien. Mit diesem Immobilientyp beschäftigt sich seit 2003 ein eigener Arbeitskreis der Gesellschaft für Immobilienwirtschaftliche Forschung (gif), in dem der Begriff der Serviceimmobilie, zurückgehend auf Erich Limpens und Lutz H. Michel, erstmals gesondert definiert wurde.[8] Der Arbeitskreis hat u. a. einen Kriterienkatalog zur Beurteilung von Service-Wohnimmobilien entwickelt.
- Spezialimmobilie oder auch Sonderimmobilie: ein Gebäude, das für eine genau bestimmte, besondere Nutzung erstellt und vorgesehen ist, beispielsweise ein Bahnhof, ein Kraftwerksgebäude oder ein Hotel.[9]
- Renditeimmobilie oder auch Anlageimmobilie: Eine Gewerbeimmobilie oder eine Wohnimmobilie, welche ausschließlich der Verzinsung des investierten Kapitals dient (Mietrendite) und nicht zur Selbstnutzung vorgesehen ist.
- Luxusimmobilien sind eine Sonderform der Wohnimmobilien mit deutlich höherem Standard.

## Besondere Regelungen bei Immobilien

### Erwerb von Immobilien
Wegen ihrer „Unbeweglichkeit“ unterliegen Immobilien hinsichtlich Eigentumserwerb, Gebrauch, Vermietung oder Verpachtung anderen gesetzlichen Bestimmungen als bewegliche Sachen. Der Kauf und die Eigentumsübertragung eines Grundstücks erfordern drei Vorgänge:
1. einen notariell beurkundeten Kaufvertrag (in Deutschland nach § 311b BGB),
2. die notariell beurkundete dingliche Einigung über den Eigentumsübergang (Auflassung, in Österreich Aufsandungserklärung), siehe auch Abstraktionsprinzip (Trennung von Kaufvertrag und Übereignung),
3. und die Eintragung des neuen Eigentümers in das Grundbuch.

Immobilien können wie bewegliche Sachen mit Rechten belastet werden. Zu solchen Rechten gehören insbesondere Grundpfandrechte (Grundschuld, Sicherungsgrundschuld, Hypothek) und verschiedene Dienstbarkeiten. Dies können Wegerechte sein, Regelungen zum Wasserrecht oder andere Servitute. Sind mehrere Belastungen vorhanden, haben diese untereinander eine Rangordnung.

### Besteuerung von Immobilien
- Beim Grunderwerb fällt Grunderwerbsteuer an.
- Für Grundstücke ist Grundsteuer zu entrichten. Ihre Höhe hängt vom Grundsteuermodell des jeweiligen Bundeslandes, dem Grundsteuerwert der Liegenschaft, dem Steuermessbetrag und vom Hebesatz ab.

### Finanzierung von Immobilien
Ein Teil des Immobilien-Kaufpreises kann von Kreditinstituten durch Kreditgewährung finanziert werden. Diese Hypothekendarlehen stellen eine Immobilienfinanzierung dar, bei welcher den Banken Beleihungsunterlagen zwecks Ermittlung des Beleihungswerts zur Verfügung gestellt werden müssen. Die Auszahlungsvoraussetzungen im nachfolgenden Kreditvertrag sehen im Regelfall eine Eintragung von Grundpfandrechten auf den zu erwerbenden Immobilien vor.

## Akteure am Immobilienmarkt

### Immobilienbestand in Unternehmen
Traditionell verfügen Unternehmen auch über die selbst genutzten Immobilien und sind nicht unter Miete. Konzerne mit vielen Standorten haben den Umgang in eigene Abteilungen untergebracht (Corporate-Real-Estate-Management). Bestandteile hiervon sind professionelle Managementtechniken wie das Facilitymanagement von Objekten, die Projektentwicklung ungenutzter Grundstücke oder älterer Bestandsgebäude sowie ein ganzheitliches Immobiliencontrolling. Der Verkauf und die Rückmietung von Immobilien waren häufig Vorboten des unternehmerischen Niedergangs, beispielsweise bei der AEG oder bei Karstadt.

### Immobilienaufkäufer
Immobilienaufkäufer oder auch Immobilieninvestoren kaufen Bestandsimmobilien. Hierbei besteht keine eigene Nutzung im Sinne des Gebrauchswertes und kein persönlicher Bezug zur Immobilie.
Unternehmerisches Ziel ist es, die Mieteinnahmen (Ertrag) zu steigern, einerseits durch Renovierungsmaßnahmen und andererseits durch einen Austausch der Mieter. Als Core-Immobilien werden vermietete Immobilien mit langfristig gebundenen guten Mietern bezeichnet.

## Wertentwicklung und Schwankungen
Von Relevanz für die Wertentwicklung ist die Lage. Wertminderungen bei Neubauten von 20–50 % in den ersten zehn Jahren sind weder in München noch in eher dörflichen Regionen eine Seltenheit. Langfristig, also bei Betrachtungszeiträumen von mehr als 30 Jahren, sollte der knapper werdende Boden dazu führen, dass dessen Wertzuwachs zu einem Inflationsausgleich führt. Entscheidend hierfür ist aber die demografische Entwicklung und vor allem die Entwicklung der betreffenden Region.
Eine attraktive Anlage sind Immobilien also vor allem dann, wenn die Miete oder die Mietersparnis ausreichend hoch ist, nicht nur alle Kosten, sondern auch zukünftig zu erwartende Wertminderungen auszugleichen und eine angemessene Rendite zu erwirtschaften. Fehlende staatliche Förderungen und ein Umdenken in der Bevölkerung zur Qualität von Immobilien als Kapitalanlage sollten langfristig dazu führen, dass der aktuelle Negativtrend bei fertiggestellten Häusern – dem ein Anstieg bei den Neubaupreisen gegenübersteht – gestoppt werden kann.
Der Baukostenindex beschreibt die durchschnittlichen Kosten im Neubau und beeinflusst mittelbar auch den Sachwert bestehender Immobilien.
Um die Wertentwicklung von Immobilien betrachten zu können, muss man sie in verschiedene Kategorien einteilen. Folgende Unterteilungen sind üblich:
1. keine immobilienwirtschaftliche Nutzung (Landwirtschaft oder Forstwirtschaft)
2. beabsichtigte Nutzung (Bauerwartungsland)
3. rechtlich abgesicherte Nutzung (gewidmetes Bauland)
4. vorbereitete Nutzung (bereits parzelliert und erschlossen)
5. erste Nutzung (noch ungenutzter Neubau)
6. bestehende Nutzung (genutzter Bau)
7. nicht mehr bestehende Nutzung (Leerstand)

Allgemein kann davon ausgegangen werden, dass sich der Wert einer Immobilie in den ersten fünf Stufen kontinuierlich erhöht. Der Übergang von der ersten zur zweiten und dritten Stufe ist üblicherweise von den prozentual höchsten Wertsteigerungen begleitet. In der sechsten Stufe setzt zumeist eine Wertminderung ein und in der siebten Stufe reduziert sich der Wert stark, unter Umständen sogar unter das Niveau der ersten Stufe, wenn Sanierungen erforderlich sind oder Altlasten bestehen.
Auch die Nähe von Schulen, Gesundheits- und Freizeiteinrichtungen wirkt sich auf den Wert meist günstig aus. Ebenso positiv für die Bewertung der Immobilie ist ein Bebauungsplan, der weitere Bebauung auf dem jeweiligen Grundstück zulässt. Bei erstmaliger Erschließung als Baugebiet oder Bauland muss allerdings ein Grundstreifen als öffentliches Gut abgetreten werden, damit die Gemeinde Straßen und Leitungen bauen kann.
Wertmindernd sind hingegen Immissionen, ein hoher Lärmpegel oder Altlasten – z. B. wenn auf dem Grundstück vorher eine Tankstelle stand und der Boden dadurch verseucht ist. Auch eine Ausweisung als Naturschutzgebiet kann wertmindernd sein, weil dann meist ein Bauverbot erlassen wird. Wertminderungen oder -steigerungen können auch Folge einer politischen Entscheidung (zum Beispiel Bau eines Flughafens oder einer Autobahn) sein. Denkmalschutz und bestehende Mietverhältnisse können ebenso den Wert mindern. Die Wertentwicklung hängt dann von den Nutzungsmöglichkeiten des Grundstücks vor und nach einer solchen Entscheidung ab.
Die Wertminderung einer Immobilie infolge wachsender Anforderungen, Ansprüche oder technologischer Fortschritte wird der immateriellen Abnutzung zugeordnet, während die Wertminderung einer Immobilie aufgrund chemischer, biologischer bzw. physikalischer Vorgänge (z. B. Korrosion) als materielle Abnutzung bezeichnet wird. Die Wertminderung aufgrund materieller Abnutzung kann bspw. mittels Verfahren ERAB (Verfahren zur Ermittlung des Abnutzungsvorrats von Baustoffen) ermittelt werden.

## Wertermittlung
Immobilien sind unbeweglich, weil sie durch ein Grundstück dauerhaft an einen Standort gebunden sind. Dieser Standort wird im Immobilienwesen als Lage bezeichnet und ist einer der wichtigsten Werttreiber bei der Immobilienbewertung. 
Die Ermittlung des Wertes einer Immobilie ist in Deutschland in der Verordnung über die Grundsätze für die Ermittlung der Verkehrswerte von Grundstücken (Immobilienwertermittlungsverordnung – ImmoWertV) geregelt. Sie ist eine Verordnung auf der Grundlage des § 194 BauGB. Folgende Verfahren zur Ermittlung von Immobilienwerten werden darin beschrieben (§ 6 Abs. 1 ImmoWertV):
- Vergleichswertverfahren,
- Ertragswertverfahren,
- Sachwertverfahren.

Eine Kombination dieser Verfahren ist gesetzlich zulässig.
Diese Verfahren sind für amtlich zugelassene Sachverständige bindend.
Darüber hinaus existieren zahlreiche, sogenannte „nicht-normierte“ Verfahren wie das DCF-Verfahren. Diese finden insbesondere bei internationalen Transaktionen Anwendung.